# Hyophila streimannii
Hyophila streimannii är en bladmossart som beskrevs av J.C. Norris och T. Koponen 1989. Hyophila streimannii ingår i släktet Hyophila och familjen Pottiaceae. Inga underarter finns listade i Catalogue of Life.